# La Quête des Livres-Monde
La Quête des Livres-Monde est une saga de romans de science-fiction française de Carina Rozenfeld tout d'abord parue aux éditions Intervista le 28 août 2008. Depuis la maison d'édition a changé et la saga est désormais disponible chez L'Atalante (maison d'édition). Elle est composée de trois tomes qui s'intitulent Le Livre des âmes, Le Livre des lieux et Le Livre du temps). Une intégrale des trois volumes est également disponible.

## Intrigue

### Le Livre des âmes
Zec est un adolescent ordinaire jusqu'au jour où deux boutons lui poussent dans le dos. Lors d'une nuit épouvantable, Zec se voit pousser des ailes, avec lesquelles il pourra voler, son rêve de toujours. Mais voilà, un certain monsieur nommé Eyver va lui avouer qu'une imposante mission est sur son dos : la renaissance d'un monde. Mais pour ça il faut d'abord trouver les trois livres monde. Il va se rendre compte qu'il n'est pas le seul et va recevoir l'aide très précieuse de Éden, New-Yorkaise d'origine française, et aussi une Chébérienne, comme lui. En effet, ses véritables parents sont de la planète de Chébérith, une planète détruite par l'Avaleur de Mondes, terrible monstre qui a avalé Chébérith et ses habitants. Le meilleur ami de Zec, Louis, va s'allier aux deux Chébériens et vont réussir à trouver le premier des trois Livres Monde.

### Le Livre des lieux
Zec et Éden sont très inquiets, depuis que le Livre des Âmes a été ouvert, l'Avaleur de Monde est de retour et Eyver se porte de moins en moins bien.
Pire encore, lorsque enfin ils trouvent la trace du Livre des Lieux, ils apprennent qu'il a déjà été trouvé donc il n'est plus à leur portée.
Le possesseur du Livre des Lieux n'est autre que Lenny, un simple ouvrier du chantier de rénovation de la tour Saint-Jacques. Malheureusement, n'étant pas Chébérien, il réussit à casser la languette à reconnaissance digitale pour pouvoir voir s'il n'y avait pas un trésor à l'intérieur, il ouvre le livre à plusieurs reprises sans ressentir les effets douloureux de la distorsion. 
Lorsqu'il comprend que le Livre des Lieux est précieux, il décide de le vendre sur eBay qui est le célèbre site de vente aux enchères sur Internet : il commence les enchères à 1 500 euros.
Les trois adolescents font tout pour récupérer le livre en évitant les attaques mentales & physiques de l'Avaleur de Monde, qui continue sa mission.
Zec, Éden et Louis confectionnent un plan pour prendre une revanche sur l'Avaleur de Monde et récupérer le Livre sans ruiner Eyver, qui s'est porté volontaire pour toutes les dépenses du trio. Éden, qui contrôle l'enchère sur eBay, réussit finalement à l'emporter sur les autres acheteurs potentiels du Livre.
Les trois adolescents vont donc chez Lenny, mais, malheureusement pour eux, l'Avaleur de Monde a déjà pris possession du corps de celui-ci. Conformément au plan de Zec, Louis prévient Jérôme (le majordome de Eyver) de la présence de l'entité. Jérome ouvre le Livre des Âmes et provoque une distorsion de cinq minutes, particulièrement douloureuse pour l'Avaleur de Monde, qui sort du corps de Lenny et retourne se ressourcer à l'autre bout de l'univers. 
Durant la distorsion, Louis s'empare du Livre des Lieux et retourne chez Eyver. Lorsque Zec et Éden se réveillent, ils laissent chez Lenny le tiers de la somme initialement prévue.
Seule mauvaise note : Eyver ne se réveille pas de ces distorsions répétitives et plonge dans un coma profond.

### Le Livre du temps
Zec, Éden et Louis n'ont plus qu'un seul Livre-Monde à trouver et ils pourront enfin recréer Chébérith.
Il s'agit du Livre du Temps, dans lequel toute l'histoire de Chébérith est enregistrée. C'est dans celui-là également que se trouve le mécanisme qui devrait permettre de lancer le processus de retour à la vie de ce monde disparu, et donc son présent et son futur.
Pour le découvrir, ils ont besoin d'un indice caché dans le carnet de notes de Mélior. Malheureusement, la seule personne capable de leur lire les extraits rédigés en Chébérien est Eyver, qui est dans le coma.
Comment vont-ils y arriver ?

## L'Univers

### Les personnages principaux
- Ezéchiel (alias Zec) : Zec tient un blog où il raconte sa vie. Il est assez surpris quand il reçoit ses ailes (ce qui est logique). Il accomplit sa mission avec ses amis. Plus tard, il voudrait faire pilote de ligne car il adore voler. Il tombe amoureux de Léa mais quand celle-ci l'aime, il est passé à autre chose.

- Éden : Jolie Chébérienne dont les parents adoptifs sont New-Yorkais, elle a de la famille qui vit en France. Elle est très intelligente, parle couramment l'anglais (américain) et le français. À New York, elle vit en face de Central Park. Aussi, elle aime beaucoup regarder par sa fenêtre les gens s'activer dans les rues.

- Louis :Louis est le meilleur ami de Zec et vit dans le même immeuble, deux étages plus haut. Il aime inviter Zec pour regarder des films en mangeant des pizzas. Il est un peu jaloux des ailes de ses amis mais cela ne l'empêche pas de partager leur mission avec eux.

- Eyver : Vieux Chébérien anciennement chargé de programmer la renaissance de Chébérith, il aide les jeunes adolescents à accomplir leur lourde mission.
- L'Avaleur de Mondes : Entité qui détruit tous les mondes. C'est lui qui aurait apporté les guerres sur la Terre.

### Les personnages secondaires
- Léa : Après la transformation de Zec, elle tombe amoureuse de lui. Puis veut lui confier un secret mais celui-ci ne veut rien entendre. Elle est la fille de Larchael (Chébérien responsable du 3e Livre-Monde) et est susceptible de les aider dans le 3e tome (Le Livre du Temps).

- Libraire fou : Vieux libraire avare prêt à tout pour être riche. Après avoir lu les écrits de Melior sur Chérébith, il veut y aller et prendre l'or qui s'y trouve. Pour cela, il va jusqu'à agresser Zec et le menacer.

## Prix et récompenses
Le Livre des âmes a reçu deux prix littéraires : le prix Imaginales des collégiens 2009 et le prix des Incorruptibles cinquièmes - quatrièmes 2010.